# Psyché (César Franck)
Pour les articles homonymes, voir Psyché.
Psyché FWV 47 est un poème symphonique composé en 1887 par César Franck, sur un texte de Sicard et Louis de Fourcaud, inspiré des Métamorphoses d'Apulée.
Création le 10 mars 1888 au concert de la Société nationale de musique, salle Érard à Paris, sous la direction du compositeur.

## Structure
- Première partie

1. Le sommeil de Psyché
2. Psyché enlevée par les zéphyrs

- Deuxième partie

1. Les jardins d'Éros
2. « Dieu jeune et fort » (chœur)
3. Psyché et Éros

- Troisième partie

1. Souffrances et plaintes de Psyche (« Amour, elle a connu ton nom ») (chœur)
2. « Éros a pardonné » (chœur)

## Durée d'exécution
Cinquante minutes.

## Discographie

### Version complète avec chœurs
- Willem van Otterloo, Hague Philharmonic Orchestra, Netherlands Chamber Choir, 1954
- Jean Fournet, Prague Symphony Orchestra, Czech Philharmonic Chorus, 1964
- Paul Strauss, Orchestre de Liège, Chœurs de la RTB-BRT, 1975
- Tadaaki Otaka, BBC National Orchestra of Wales, BBC Welsh Chorus, 1995
- Jean-Luc Tingaud, Royal Scottish National Orchestra, RCS Voices, 2018

### Versions abrégées
- Arturo Toscanini, NBC Symphony Orchestra, 1939
- Eduard van Beinum, Concertgebouw Orchestra, 1953
- André Cluytens, Orchestre de la Société des concerts du Conservatoire, 1955
- Daniel Barenboim, Orchestre de Paris, 1976
- Armin Jordan, Basler Sinfonie Orchester, 1985
- Carlo Maria Giulini, Berliner Philharmoniker, 1986
- Vladimir Ashkenazy, Berlin Radio Symphony Orchestra, 1990
- Vassil Kazandjiev, Orchestre symphonique de Sofia, 1995
- Jan Latham-Koenig, Orchestre Philharmonique de Strasbourg, 2002
- Emmanuel Krivine, Orchestre national de Lyon, 2003
- Heinrich Walther, Rieger-Orgel in der Basilika Vierzehnheiligen (Orgue Rieger de la basilique des Quatorze Saints), 2005